# Cameron Scott
Cameron Scott (ur. 4 stycznia 1998 w Wagga Wagga) – australijski kolarz torowy i szosowy, złoty medalista mistrzostw świata.

## Kariera
Pierwszy sukces w karierze osiągnął w 2013 roku, kiedy zdobył brązowy medal mistrzostw Australii w wyścigu ze startu wspólnego juniorów. Na rozgrywanych dwa lata później torowych mistrzostwach świata juniorów zdobył srebrny medal w sprincie drużynowym i brązowy w wyścigu na 1 km. Podczas torowych mistrzostw świata juniorów w 2016 roku był drugi w sprincie drużynowym oraz trzeci w madisonie. W 2019 roku zwyciężył w wyścigu na 1 km na kolarskich mistrzostwach Oceanii w Adelaide. Na mistrzostwach świata w Pruszkowie w 2019 roku razem z Samem Welsfordem, Kellandem O’Brienem, Leigh Howardem i Alexandrem Porterem zdobył złoty medal w drużynowym wyścigu na dochodzenie.